# Peter Seiwald
Peter Christian Seiwald (* 4. Juli 1977 in Kitzbühel in Tirol) ist ein österreichischer Politiker der ÖVP, Wirtschaftskammerfunktionär und Unternehmer. Seit dem 25. Oktober 2022 ist er Abgeordneter zum Tiroler Landtag.

## Leben und Politik
Peter Seiwald besuchte nach der Volksschule und der Hauptschule in St. Johann in Tirol die Handelsakademie in Kitzbühel. Anschließend absolvierte er am MCI – Managementcenter Innsbruck den Diplomlehrgang Angewandte Informatik, den er 2002 mit dem Titel akad. IT abschloss. Seit 1999 ist er unternehmerisch tätig. Er ist Geschäftsführer der SOFTCON GmbH und CTO der Goingsoft GmbH und verfügt über mehrere Beteiligungen an Unternehmen und Start Ups.
Er ist Mitglied im Landesparteivorstand der Tiroler Volkspartei und ist seit 6. Juni 2017 Bezirksparteiobmann der Volkspartei im Bezirk Kitzbühel.
Er ist seit 4. November 2021 Bezirksobmann der Wirtschaftskammer Tirol im Bezirk Kitzbühel.
Er ist Mitglied der Landesleitung des Wirtschaftsbundes Tirol, seit 2020 ist er Obmann der Fachgruppe Maschinen- und Technologiehandel der Wirtschaftskammer Tirol, seit 6. November 2021 fungiert er als Bundesobmann in der Wirtschaftskammer Österreich für die Fachgruppe Maschinen- und Technologiehandel.

## Familie
Peter Seiwald ist verheiratet und hat zwei Kinder. Er lebt in St. Johann in Tirol.